# Confitería del Molino
La Confitería del Molino fue una histórica confitería, pastelería, bar y restaurante, ubicada frente al edificio del Congreso Nacional, en el barrio de Balvanera de la ciudad de Buenos Aires, Argentina.
El edificio fue diseñado por el arquitecto ítalo-argentino Francisco Gianotti y es considerado un emblema del art noveau. El edificio se halla entre los más notables de su época por la calidad de los materiales empleados en su construcción, muchos de ellos importados. Se destacan los revestimientos de mármol de las columnas, pilastras y paneles del interior de los locales, de gran suntuosidad, así como algunas obras de arte traídas especialmente de Italia, que dan un carácter particularmente lujoso a sus salones.
El edificio actual fue inaugurado el 9 de julio de 1916 (con algunas partes aún no acabadas) y la confitería cerró sus puertas en enero de 1997. Mediante el decreto 11/10/97, se declaró Monumento Histórico Nacional al conjunto arquitectónico. A lo largo de los años, diversas iniciativas buscaron restaurar y reabrir el edificio.  Se estima que durante el transcurso de 2022 el edificio quedará habilitado al público.

## Historia y Antecedentes
Hacia 1850, Constantino Rossi y Cayetano Brenna —este último un prestigioso pastelero italiano especializado en la fabricación de pan dulce— eran los propietarios de la denominada Confitería del Centro, ubicada en la intersección de la avenida Rivadavia con la calle Rodríguez Peña (en ese momento las calles se llamaban "Federación" y "Garantías" respectivamente).
Tras la instalación, en el lado oeste de la plaza Lorea (donde hoy día se halla la estatua de El Pensador de Rodin), del llamado Molino a vapor de Lorea, el primer molino harinero instalado en la ciudad, el establecimiento tomó la denominación de Antigua Confitería del Molino.
En febrero de 1905 la confitería comenzó a funcionar en un local frente al Congreso Nacional. En 1910 había finalizado la construcción de la Plaza del Congreso, y Brenna, ya en sociedad con los Rocatagliatta, necesitaba un nuevo edificio para unificar sus locales, por lo que solicitó al arquitecto Francisco Gianotti (constructor también del actual Banco Comafi y de la Galería Güemes, ambos en Buenos Aires) un proyecto que fusionara las distintas propiedades en un solo conjunto, con la exigencia de que las obras no interrumpieran la atención a los clientes.
El encargo, para destinarlo a edificio de renta, incluía la remodelación del situado en la Avenida Callao 32, adquirido en 1909, y que poseía planta baja y cinco pisos, y la construcción de otro sobre Rivadavia 1815 que Brenna había comprado en 1911. Con estas obras quería presentar una nueva imagen de la empresa pastelera y a la vez adecuarse a la estética de la zona.
Finalmente Cayetano Brenna la inauguró en 1917 (tal como puede verse hoy) en el mismo solar y con el nombre de Nueva Confitería del Molino, en la intersección de Rivadavia y Callao, frente al edificio del Congreso Nacional, flamante en ese momento.
El golpe de Estado de 1930 trajo varias consecuencias para el edificio. Desde una de sus ventanas, un capitán realizó varios disparos al aire. Se produjo entonces pánico entre el público, lo que motivó la intervención de la policía y el ejército, que, al entrar en la confitería, destruyeron casi totalmente sus instalaciones.[cita requerida] Ese mismo año se produjo un incendio en el local. Después de cuidadosos trabajos de restauración, el local se reabrió el 12 de octubre de 1931. Se cuenta que los generales Justo y Uriburu y el doctor Alvear eran habituales del negocio.[cita requerida]
A partir del fallecimiento de Brenna en 1938, el negocio cambió de dueño en varias oportunidades. En 1950 lo adquiere Renato Varesse y, años más tarde, se lo vende a Luis Armentano. En 1978, Armentano vende el fondo de comercio y la marca a una empresa que más tarde se declararía en quiebra. Para ese entonces, los nietos de Brenna buscan retomar el control de la confitería y modernizan el negocio para tratar de mantenerlo a flote.
En 1992 es declarado Área de Protección Histórica (APH) de la ciudad de Buenos Aires, pero eso no pudo detener la debacle. La cantante pop estadounidense Madonna filmó el vídeo correspondiente a la canción Love don't live here anymore en la Confitería del Molino el 4 de marzo de 1996, durante los descansos de la filmación de Evita.
El 24 de enero de 1997 cerró sus puertas. Desde ese momento se suceden varios proyectos para su reapertura, que hasta el año 2010 no pudieron llevarse a cabo. En octubre de 2010 avanzó en la Comisión de cultura de la Cámara de Diputados un dictamen favorable para su expropiación.
A partir de mayo de 2010, la Agrupación «Para que se restaure la Confitería del Molino» juntó firmas y organizó diversas actividades, para lograr que las aspas del Molino giraran nuevamente. De hecho, gracias a sus actividades, los proyectos mencionados se fusionaron y tuvieron dictamen de la Comisión de Cultura y Presupuesto (a nivel nacional) para ser tratados en el pleno de diputados.

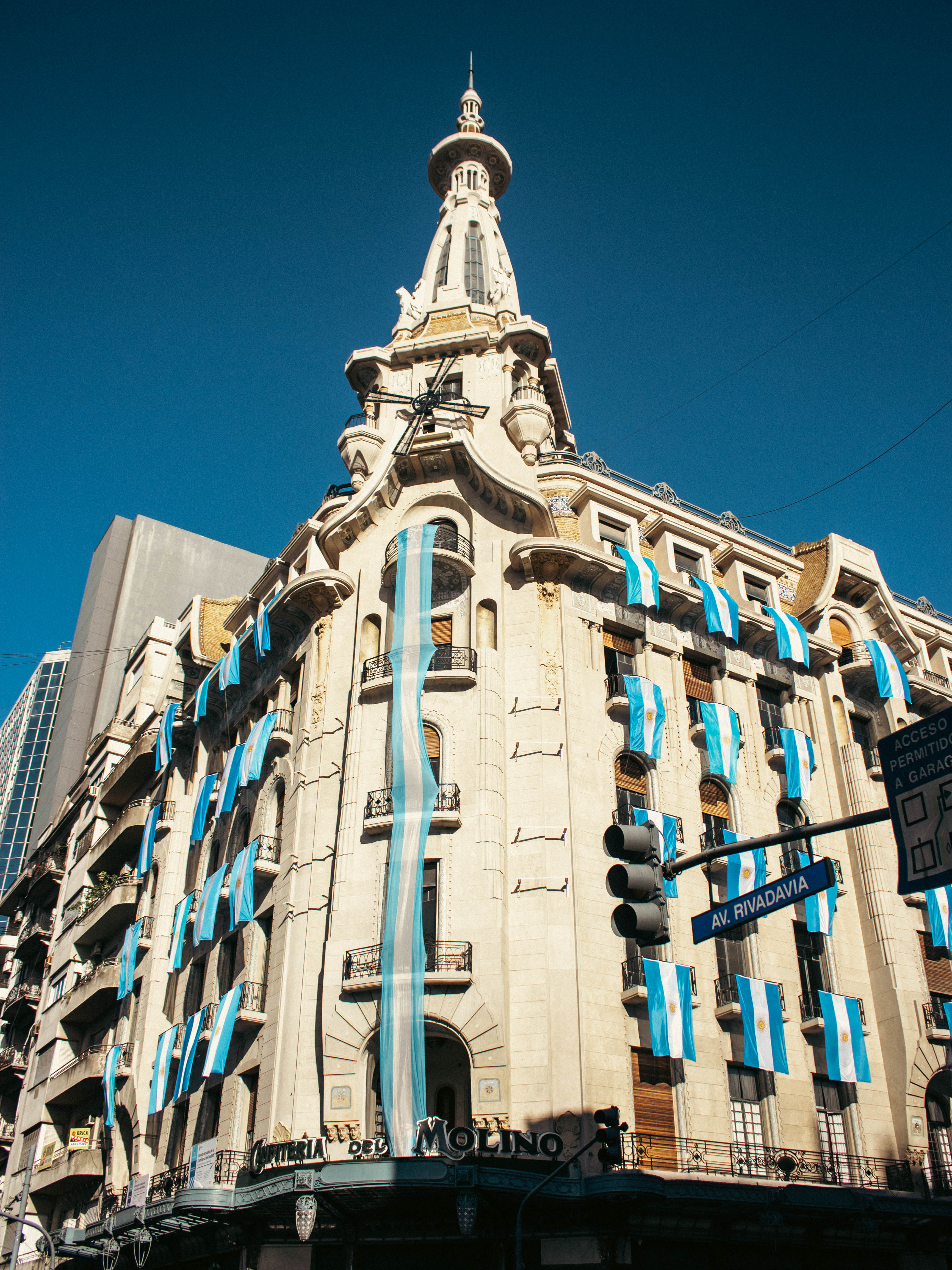
La Confitería del Molino durante los festejos por la obtención del título mundial de Catar 2022.

El día miércoles 12 de noviembre de 2014, la Cámara de Diputados aprobó y convirtió en ley el proyecto que promovió la expropiación del inmueble, que quedó bajo el control del Congreso. La iniciativa, impulsada por el exsenador Samuel Cabanchik, fue apoyada por 217 votos afirmativos y una abstención; la propuesta resolvió "declarar de utilidad pública, y sujeto a expropiación, por su valor histórico y cultural". Así, el edificio se reabrirá como confitería, dedicará los pisos superiores a actividades culturales y pasará a formar parte del denominado "Proyecto de la manzana legislativa".

## Características arquitectónicas

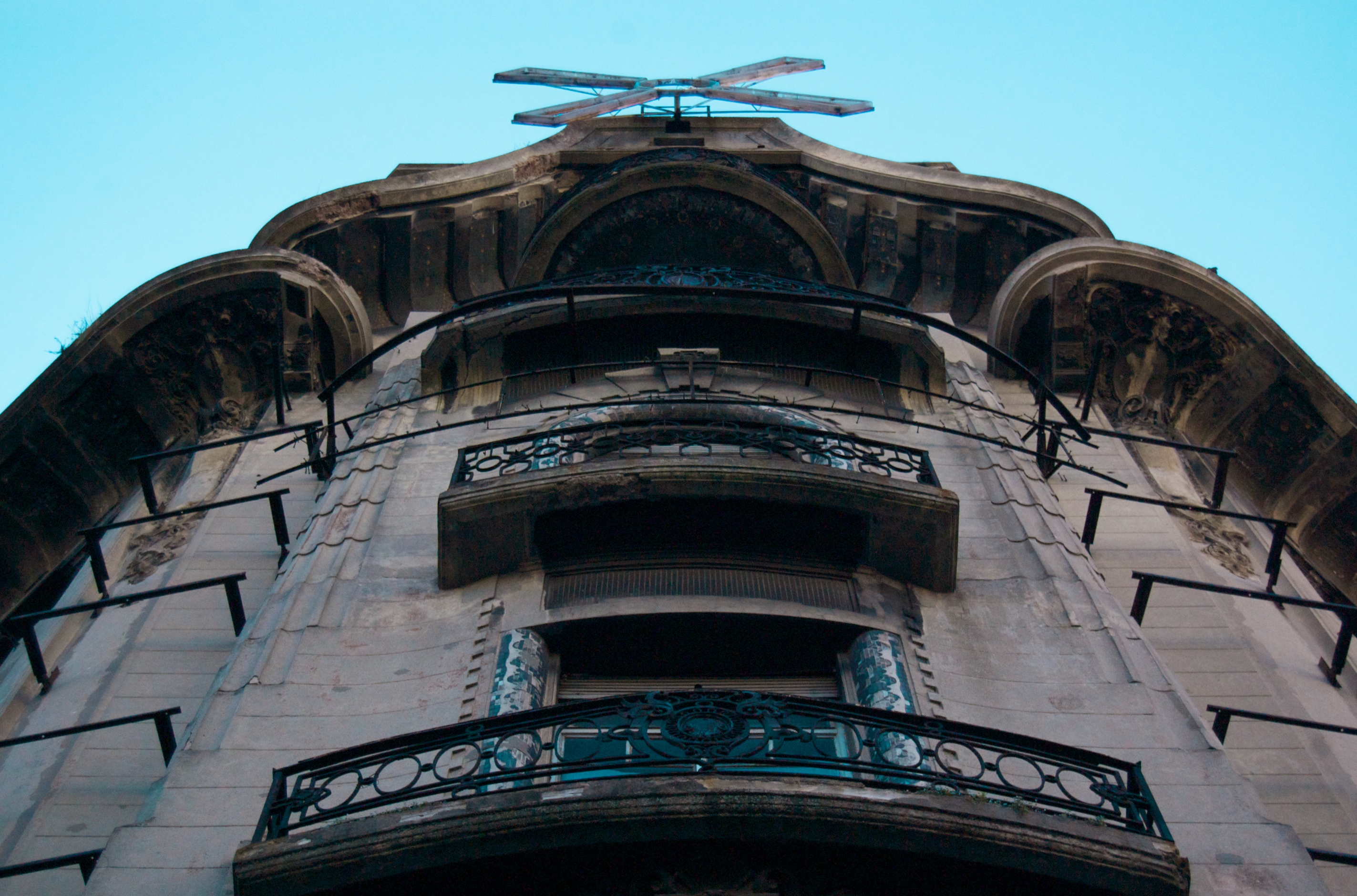
Detalle de la fachada, se ve el molino en la parte superior.

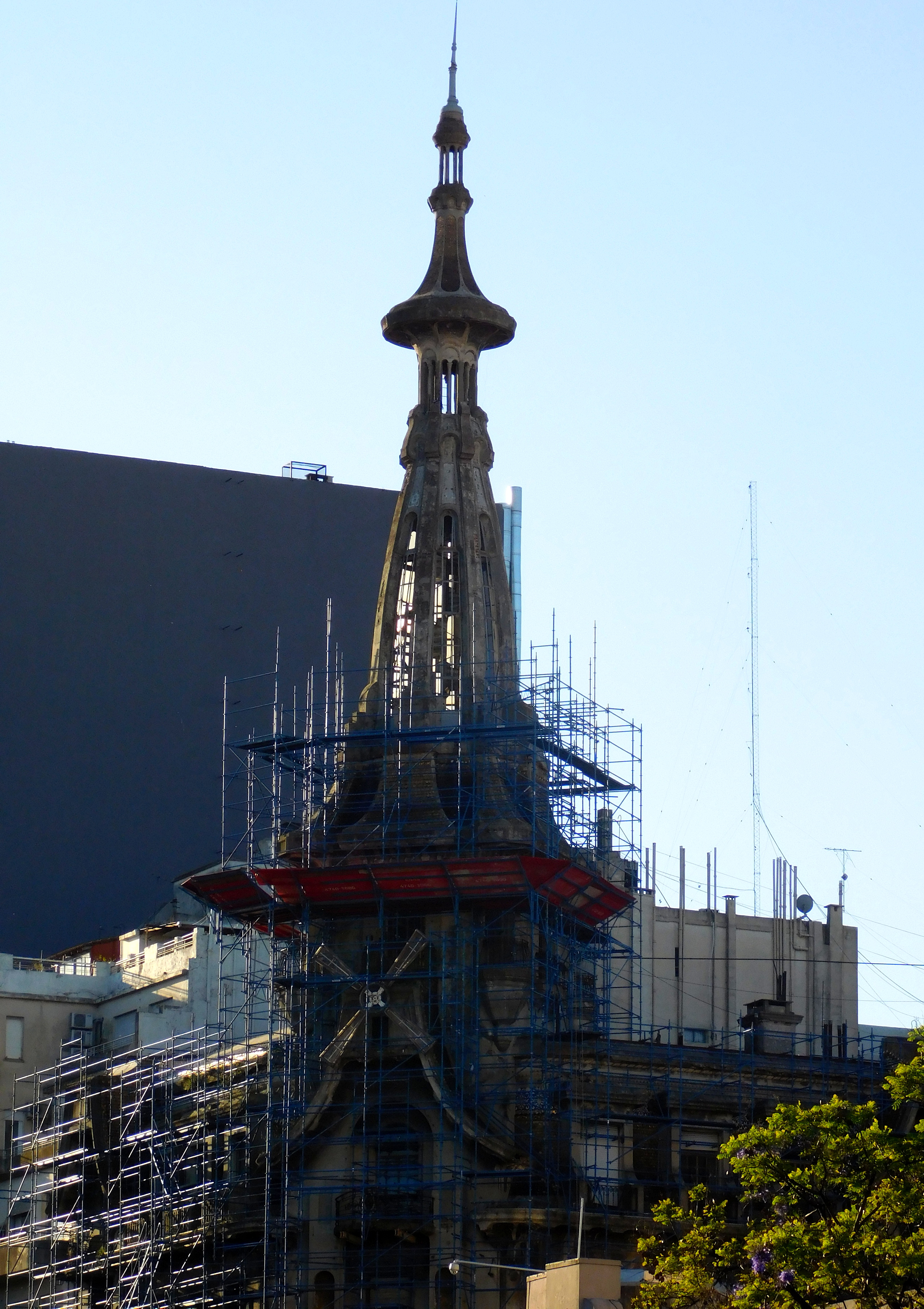
Trabajos de restauración sobre el edificio en diciembre de 2015.

Para construir este valioso exponente del art nouveau y vanguardia de la Belle Époque Gianotti hizo traer todos los materiales de Italia: puertas, ventanas, mármoles, manijones de bronce, cerámicas, cristalería y más de 150 metros cuadrados de vitraux. El edificio tuvo una estructura de hormigón armado, material aún novedoso en esa época en que todavía se construía con ladrillo y losas de bovedilla catalana. La empresa alemana GEOPÉ estuvo a cargo de la obra, aportando su conocimiento y manejo del material, en esa época conocido como "Cemento Portland".
El inmueble, que tiene la forma básica del edificio académico típico de Buenos Aires, está constituido por tres subsuelos, una planta baja y cinco pisos. Los salones para fiestas estaban en la esquina, y los tres subsuelos alojaban una planta de elaboración integral, una fábrica de hielo, las bodegas, los depósitos y el taller mecánico. La envolvente superior servía para viviendas y oficinas. Para que no interfirieran con la actividad de la confitería, las columnas de hierro se colocaron de manera que sostuviesen los subsuelos y la planta baj,a y sobre ellas se colocó la estructura de hormigón armado que sostiene el resto del edificio.
Su fachada, que abraza la esquina, tiene un desarrollo simétrico y está revestida en símil piedra París. Se destaca en ella su fantasiosa ornamentación, de influencia veneciana.
El edificio posee mosaicos opalinos, capiteles de bronce y cerámicas de oro en la mansarda.
Existían, coronando el ático, unas esculturas alegóricas que homenajeaban a las provincias argentinas.
Aún pueden verse en el frente las aspas de un molino de fantasía, y justo encima de él se alza la imponente cúpula en aguja, que fue cerrada con vitrales art nouveau multicolores.

### Observaciones (crítica)
Si bien la composición del edificio se ajusta, tanto en plantas como en fachadas, al ordenamiento tradicional, su decoración es renovadora para la época, combinando cerámicas de color en la torre, vitrales, marquesinas de hierro y vidrio, y adornos de bronce en las vidrieras y en los interiores de los salones, lo cual da al conjunto un aire festivo y alegre (en palabras del arquitecto Federico Ortiz), .
Las aspas colocadas en la torre representan el nombre de la confitería, surgido de la presencia de un antiguo molino en los alrededores a mediados del siglo pasado. La confitería se inauguró en 1860, y en 1886 ingresó en la sociedad Cayetano Brenna, cuyos descendientes, aún hoy, poseen la propiedad del edificio.

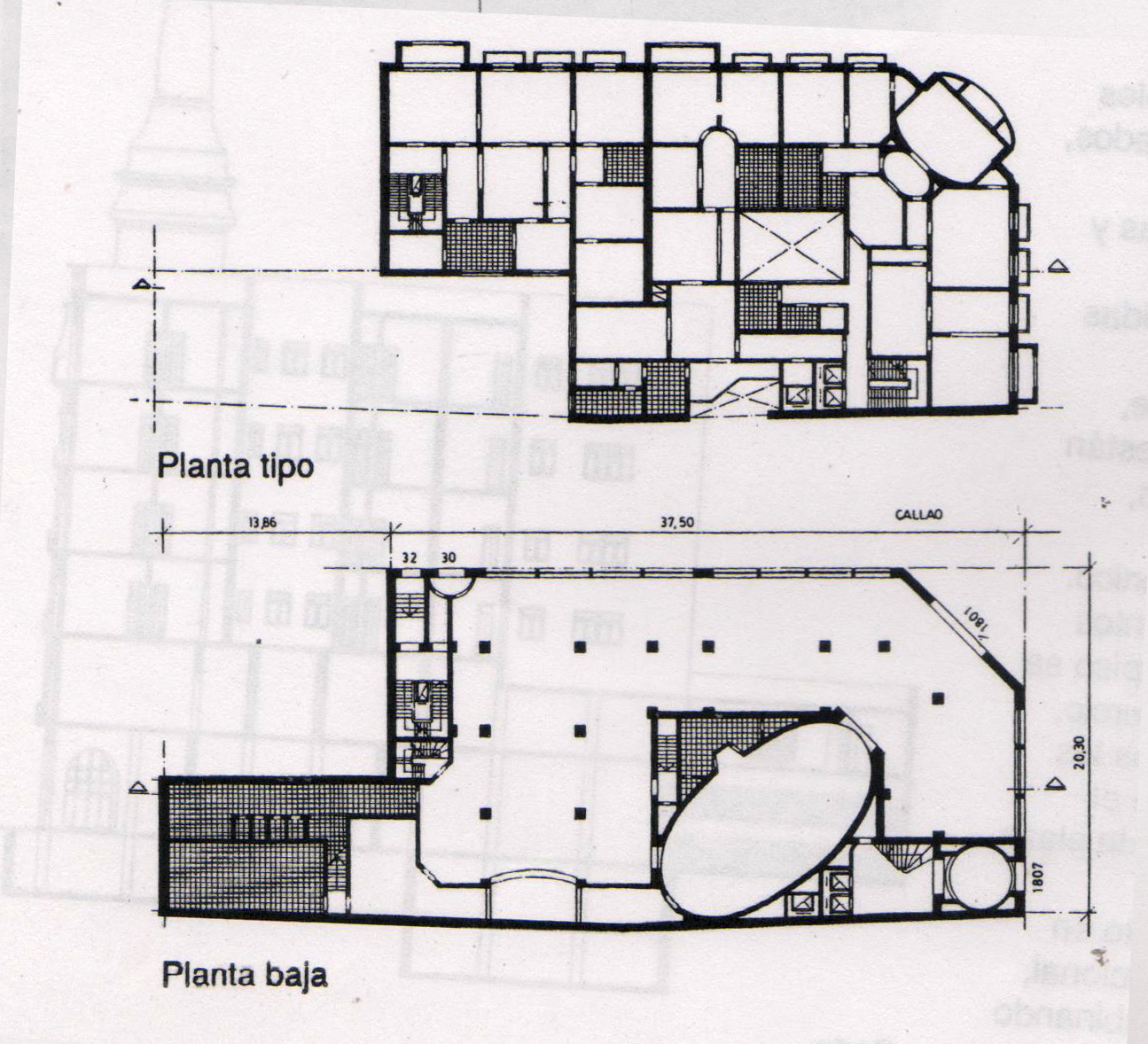
Planta

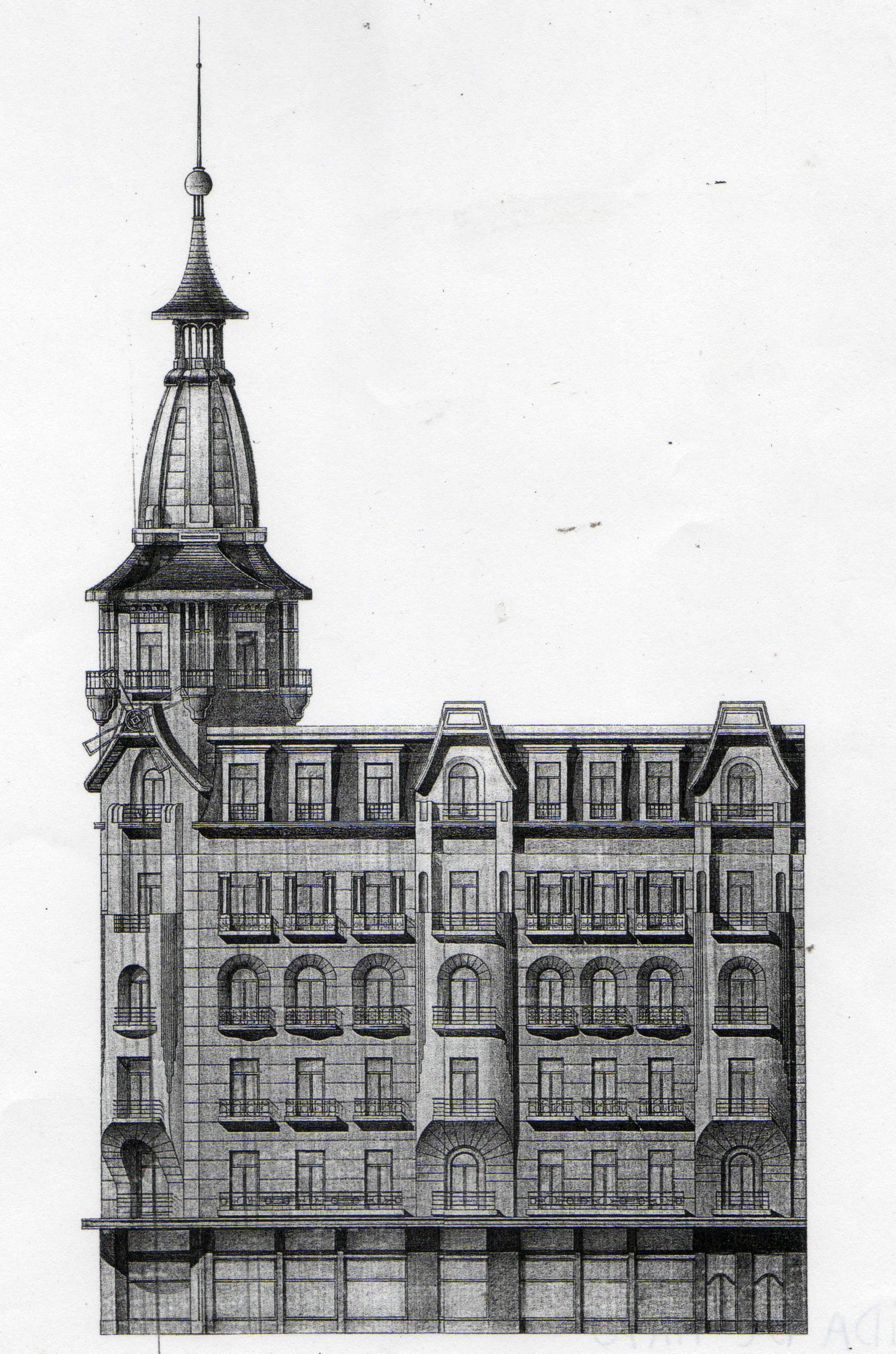
368.977x368.977px

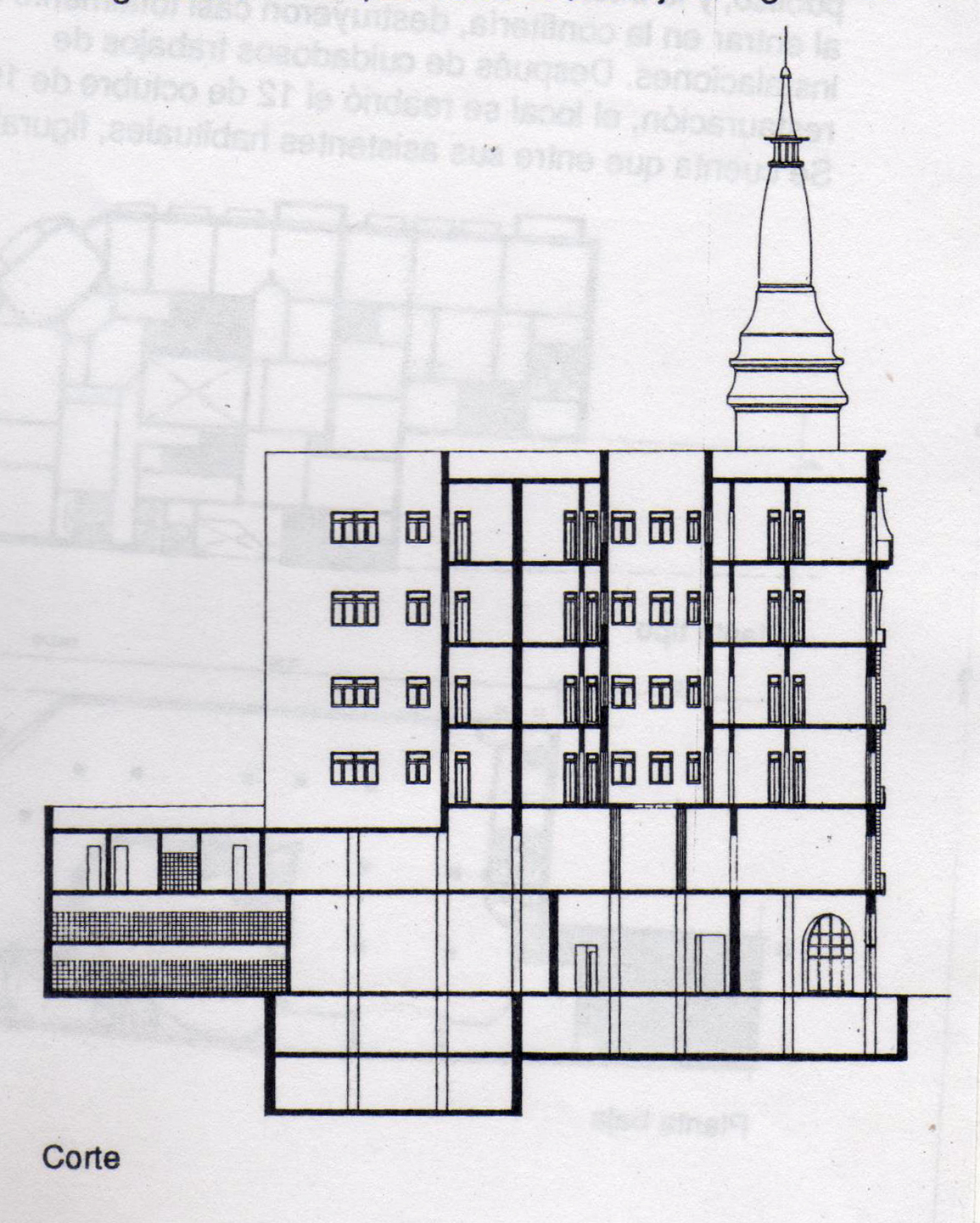
vistas de lado

## Composición del edificio
La planta baja y los tres subsuelos están ocupados por la confitería, con su salón de fiestas, cocinas con planta de elaboración de productos, bodegas, fábrica de hielo, depósitos y taller mecánico. En los pisos superiores se distribuyen departamentos para alquilar. En la torre y en la ochava del quinto piso se hallan las oficinas de la administración del comercio. 
Como arquitecto proyectista, Gianotti diseñó todos los detalles del equipamiento y decoración, ya que el repertorio académico que ofrecían los catálogos de la plaza no lo satisfacía.

## Restauración
El proyecto incluye la recuperación de las viejas recetas de la confitería, esas que terminaron de configurar la identidad del lugar. “Tenés que fabricar el mismo pan dulce que se elaboraba acá”, explican desde el equipo. Para eso, historiadores entrevistarán a los antiguos empleados gastronómicos del local. Con esos viejos saberes se elaborará la pastelería en el primer subsuelo, de acuerdo con la ley de 2014 que aprobó la expropiación de la Confitería del Molino.

### Condiciones
El equipo que restaura la Confitería del Molino definirá la forma. Pero la ley ya definió el contenido: la norma de 2014 que aprobó la expropiación de la Confitería del Molino establece cuáles serán los usos de cada ambiente del edificio. Así es como en la planta baja y el subsuelo funcionará una confitería, un restaurante o un local de elaboración de productos de panadería o pastelería. El local será concesionado, y del dinero que aporte ese permiso saldrá el presupuesto para solventar el mantenimiento y la gestión del edificio.
El resto del inmueble se destinará a un museo dedicado a la historia de la confitería y un centro cultural que se llamará “De las Aspas” en homenaje al ornamento que dio nombre al local, donde se expondrán obras de jóvenes artistas argentinos.
Los pisos superiores, en tanto, “deberán consagrarse a actividades culturales, legislativas y de difusión de los valores del pluralismo y de la democracia”, según se estableció el año pasado.

## Especialidades gastronómicas
Algunos de las más célebres exquisiteces con que la confitería deleitó a sus clientes fueron el merengue, elpanettone de castañas, el marrón glacé, y el postre imperial ruso (curiosamente, conocido en Europa como ""postre argentino"), el postre Irineo, la copa Melba etc.

## Figuras nacionales e internacionales que la visitaron
Sus salones recibieron la visita de ilustres personalidades de la política y de la cultura, extranjeras y argentinas, entre ellas, los presidentes Agustín Pedro Justo, José Félix Uriburu, Marcelo Torcuato de Alvear, el príncipe Humberto II de Italia, el príncipe de Gales, el doctor Alfredo Palacios, los tenores Tito Schipa y Beniamino Gigli, las sopranos Lily Pons y María Barrientos, poetas y escritores como Leopoldo Lugones, Amado Nervo, José Ingenieros, Oliverio Girondo, Roberto Arlt y Ramón Gómez de la Serna.

Otros comensales célebres fueron Lisandro de la Torre, Eva Perón, Niní Marshall, Libertad Lamarque, Madonna y Carlos Gardel, que le encargó especialmente a Brenna un postre para regalarle a su amigo Irineo Leguisamo, con lo que creó el "Leguisamo", una sabrosa combinación de bizcochuelo, hojaldre, merengue, marrón glacé y crema imperial con almendras.
Por su parte, Justo Oscar Laguna, obispo emérito de la diócesis de Morón, nació el 25 de septiembre de 1929 en el edificio de la Confitería del Molino.

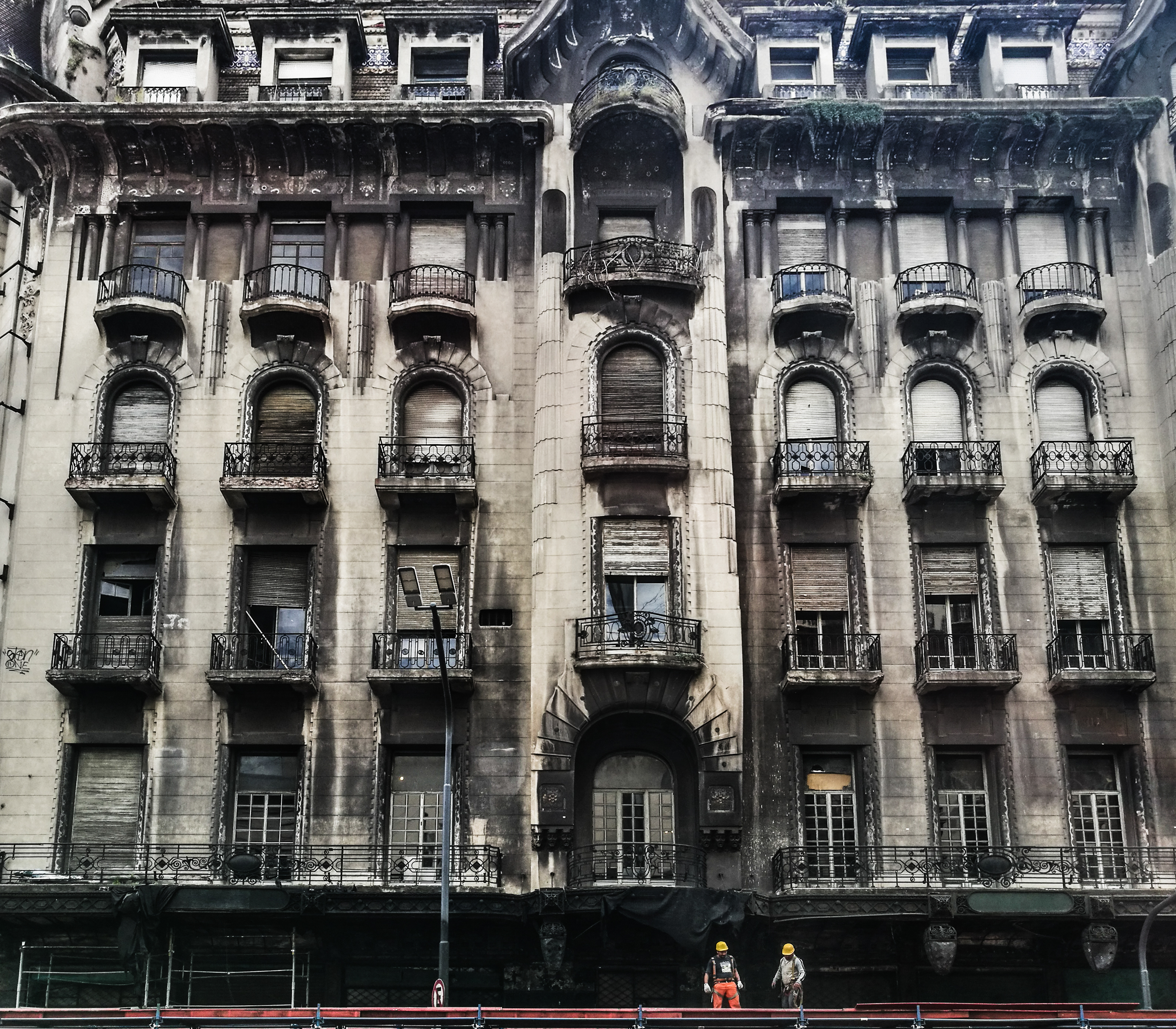
Fachada Confitería El Molino antes de la restauración.
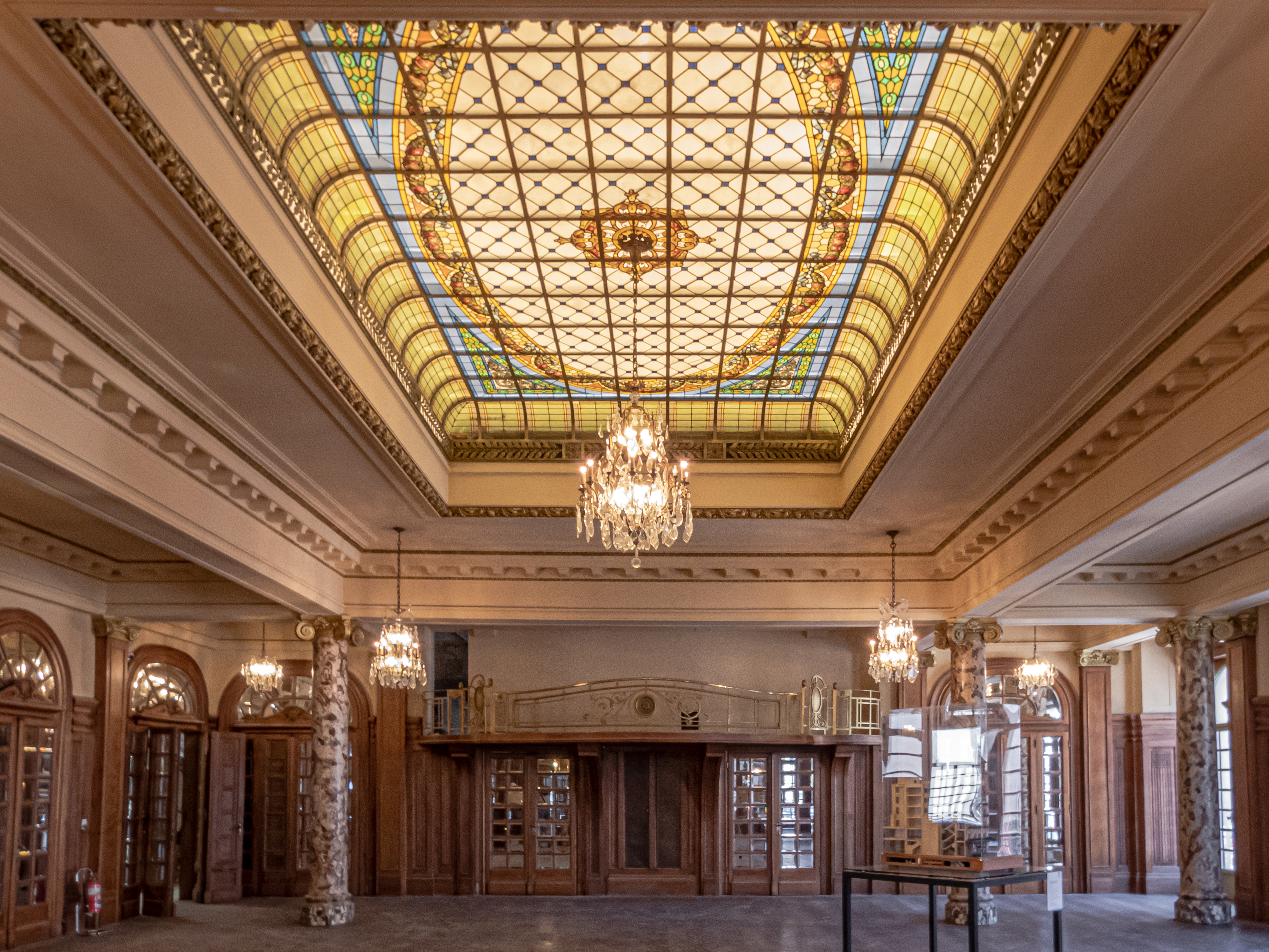
Techo del Salón de Fiestas de la Confitería El Molino.
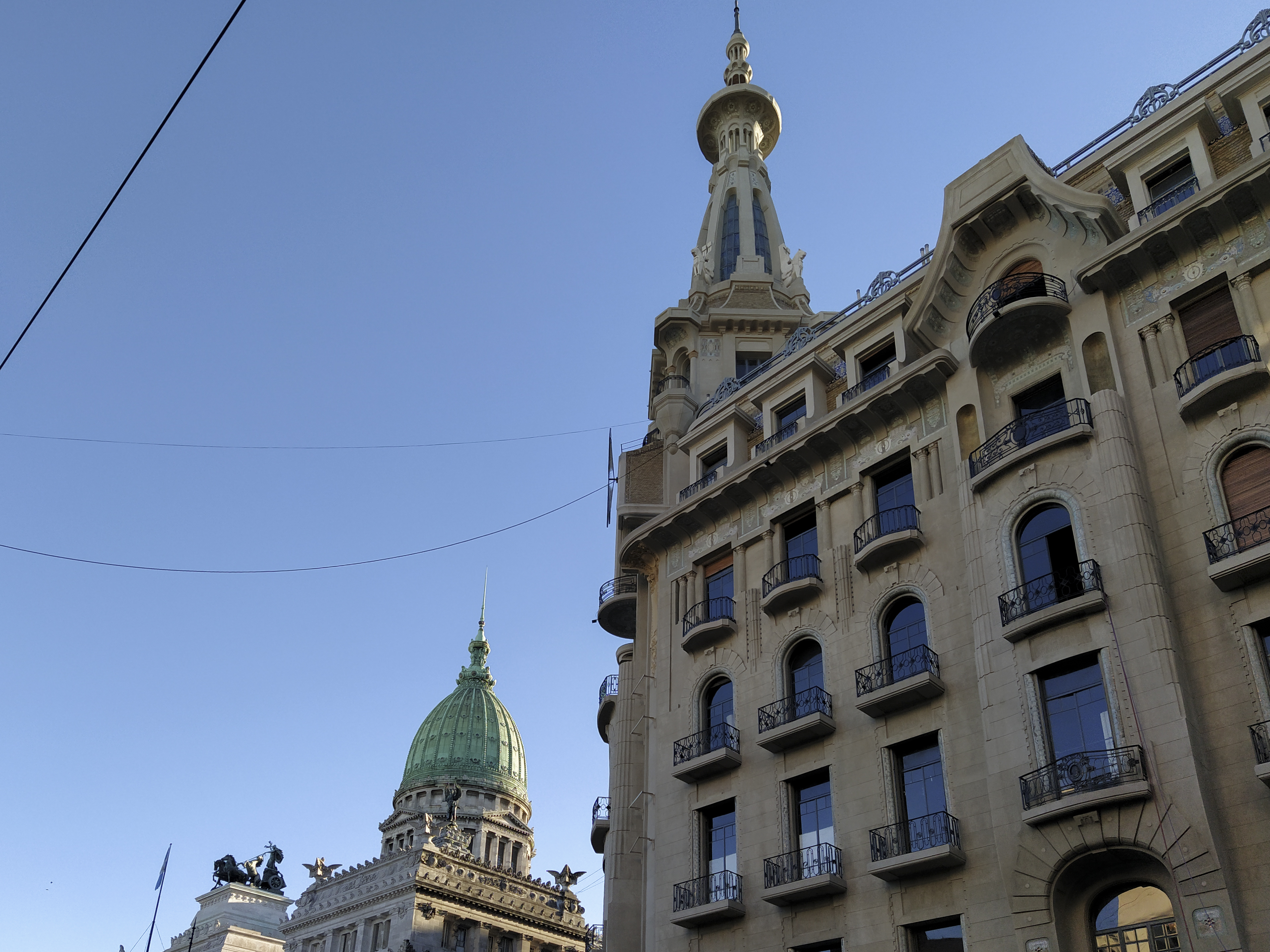
Edificio Confitería El Molino restaurada
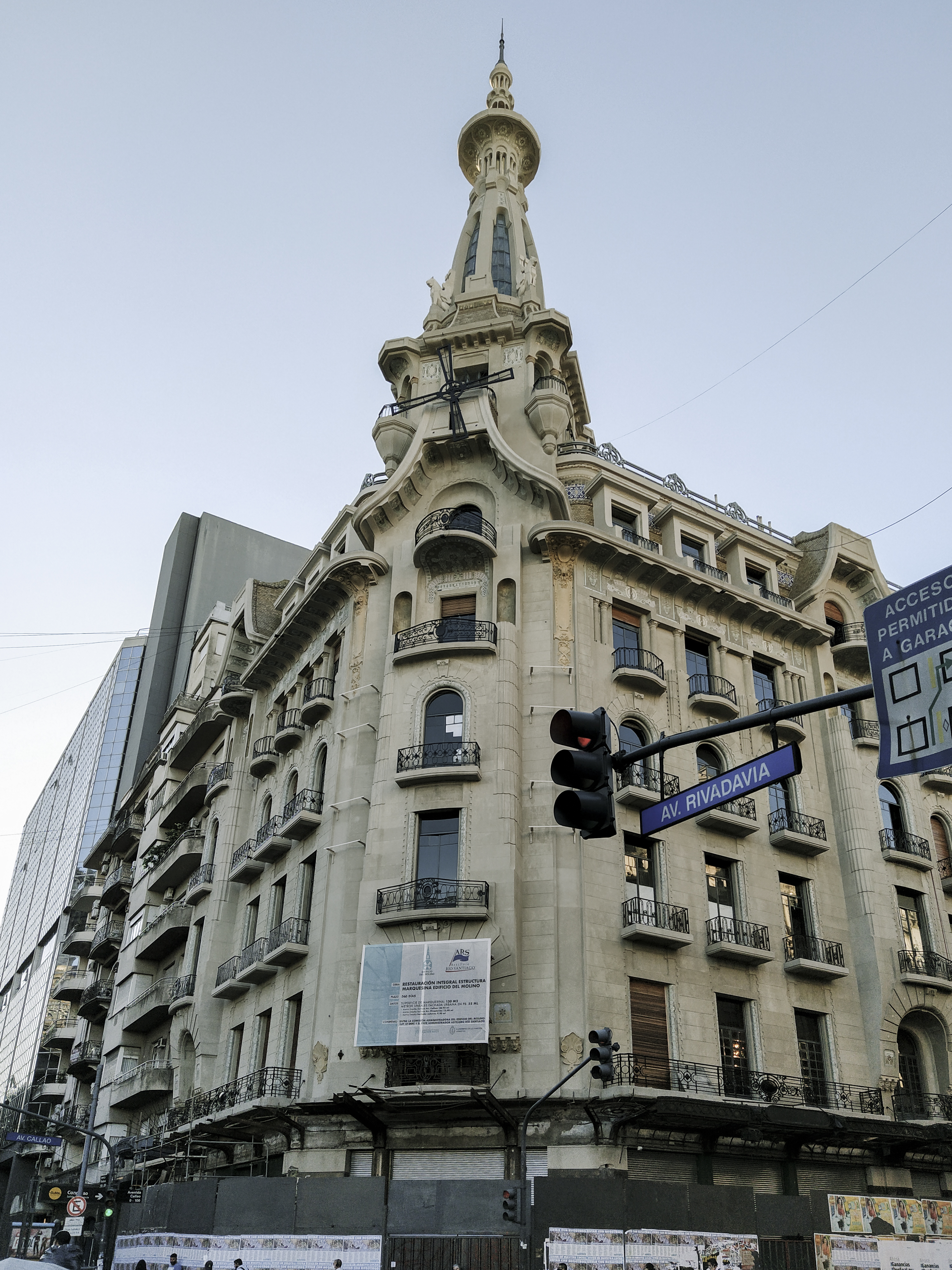
Confitería El Molino. Detalle de la esquina.
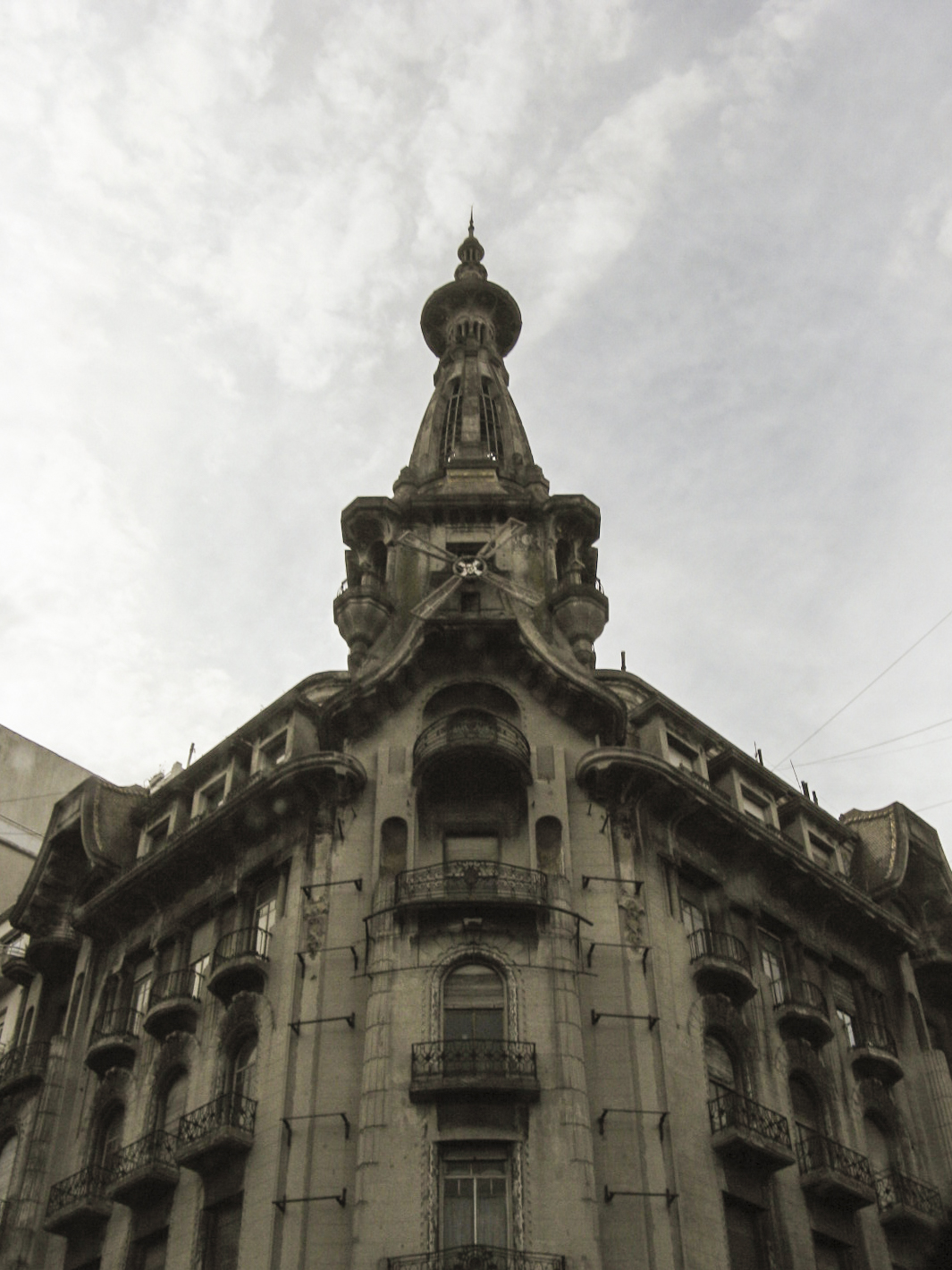
Confitería El Molino antes de la restauración.
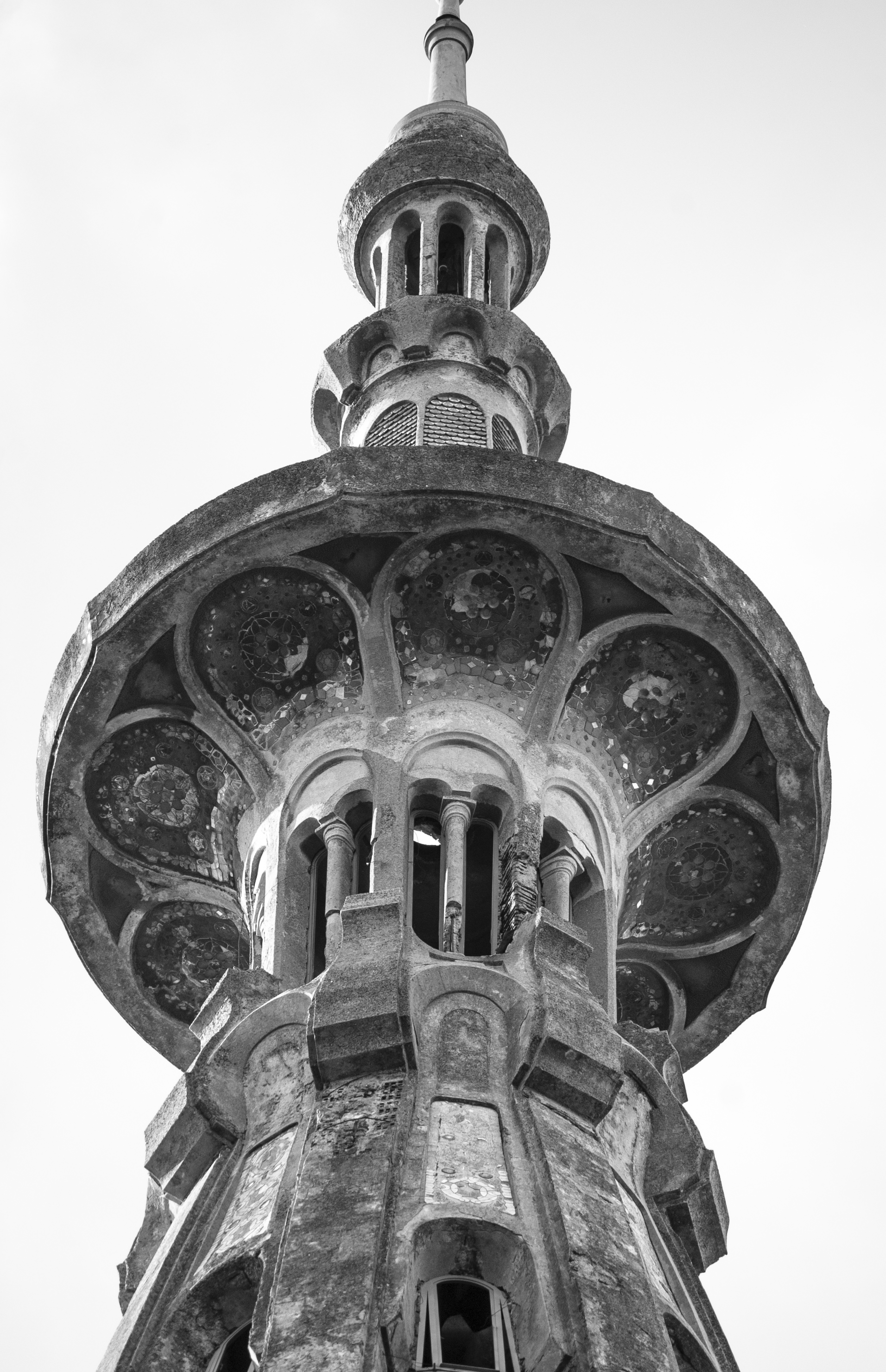
Confitería del Molino - detalle cúpula.
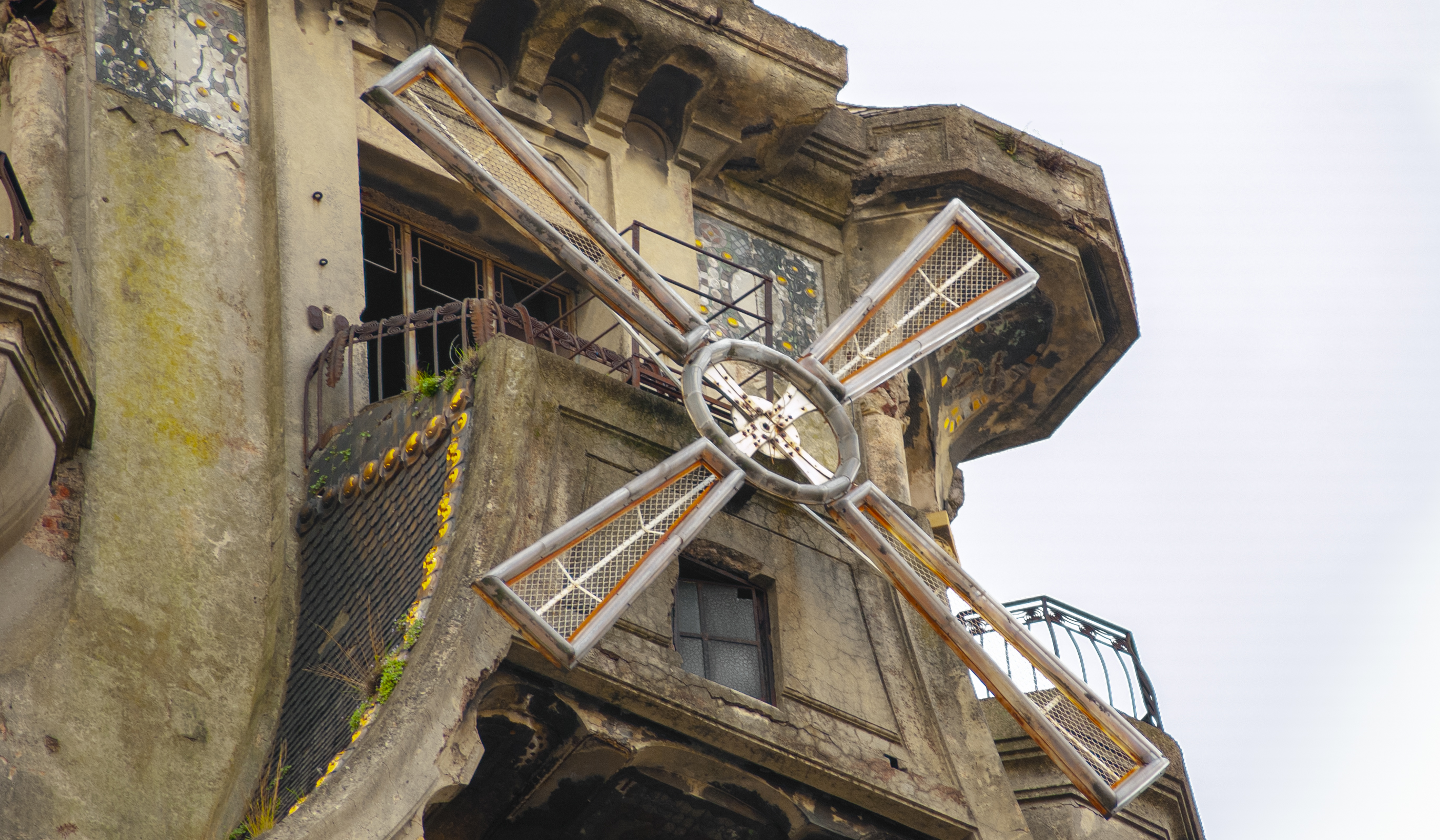
Confitería del Molino - Detalle Aspas